# Карбенов, Нурлан Жанайдарович
Нурлан Жанайдарович Карбенов (каз. Нұрлан Жанайдарұлы Кәрбенов; 24 мая 1972, г.Рудный Кустанайской области КазССР СССР) — казахстанский военный лётчик, Первый заместитель начальника Генерального штаба Вооруженных Сил Республики Казахстан  (c 2022 г.), генерал-лейтенант авиации.

## Биография
Родился 24 мая 1972 года в городе Рудный Кустанайской области. 
В 1989 году окончил Суворовское военное училище города Екатеринбург. 
В 1994 году окончил Качинское высшее военное авиационное училище лётчиков. 
В 2001 окончил Военно-воздушную академию МО РФ им. Ю.А.Гагарина. 
В июле 2001 года после окончания академии был назначен командиром авиационной эскадрильи авиационной базы, затем проходил службу начальником штаба – заместителем командира авиационной базы, далее – командиром авиационной базы.
В 2011 году окончил Военную академию Генерального штаба ВС РФ.
В декабре 2011 года был назначен первым заместителем командующего Военно-воздушными силами – начальником штаба Военно-воздушных сил Сил воздушной обороны ВС РК.
С ноября 2013 года проходил службу на должности заместителя главнокомандующего Силами воздушной обороны (по боевой подготовке) – начальника управления боевой и физической подготовки Управления главнокомандующего Силами воздушной обороны ВС РК.
В январе 2016 года был назначен начальником главного штаба – первым заместителем главнокомандующего Силами воздушной обороны ВС РК.
С декабря 2016 года проходит службу на должности заместителя начальника Генерального штаба Вооруженных Сил Республики Казахстан.
2 октября 2017 года указом Президента Республики Казахстан назначен Главнокомандующим Силами воздушной обороны ВС РК.
В феврале 2022 года назначен Первым заместителем начальника Генерального штаба ВС РК

## Награды
- Орден Айбын 2 степени
- Медали